# HD 109409
HD 109409，又名CD-43 7755，SAO 223527、HR 4788，是一颗恒星，视星等为5.77，位于銀經299.8，銀緯18.1，其B1900.0坐标为赤經12h 29m 17.5s，赤緯-44° 18.1′ 57″。